# NGC 2483
NGC 2483 je otvoreni skup u zviježđu Krmi. 

## Vanjske poveznice
- SEDS: NGC 2483